# Cliveden

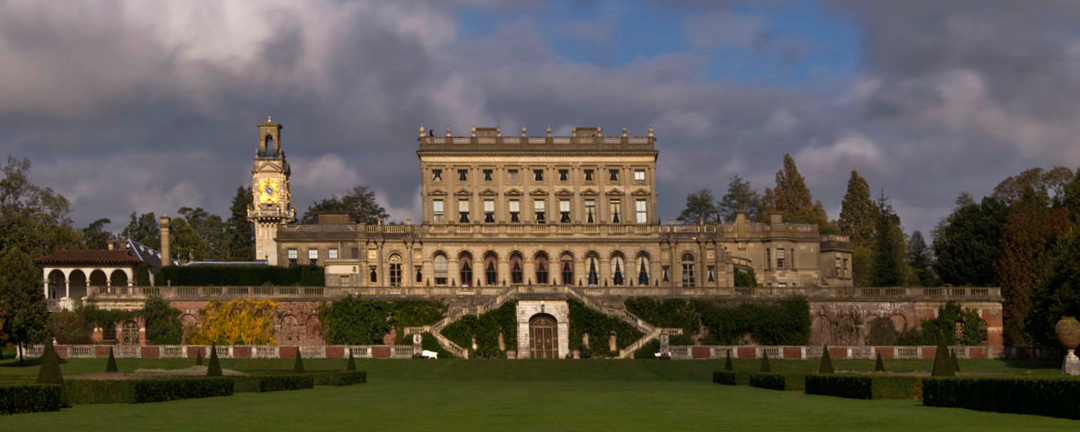
Blick von Süden auf den Ring im Parterre, den Terrace Pavilion, auf der linken Seite den Glockenturm sowie die untere Terrasse und darunter die Borghese-Balustrade

Cliveden [ˈklɪvdən] ist ein Herrenhaus und Landgut im Italianate Style in Taplow, Buckinghamshire, England. Es liegt  40 Meter oberhalb der Themse. Das Gebäude wurde von verschiedenen britischen Hochadligen bewohnt.
Es ist das dritte Haus an dieser Stelle: Das erste von 1666 brannte 1795 ab. Hier hatten unter anderem Elizabeth Hamilton, Countess of Orkney, die angebliche frühere Geliebte von Wilhelm III. von Oranien, und zwischen 1737 und 1751 Frederick, Prince of Wales, gelebt. Das zweite Haus von 1824 wurde im Jahr 1849 ebenfalls durch ein Feuer zerstört. Das jetzige denkmalgeschützte Gebäude wurde 1851 von Architekten Charles Barry für George Sutherland-Leveson-Gower, 2. Duke of Sutherland im italienischen Stil geplant. 1893 erwarb William Waldorf Astor das Haus. Er importierte die Terrasse der Villa Borghese in Rom und ließ sie unterhalb der Terrasse im Park installieren. 1906 schenkte er Cliveden seinem Sohn Waldorf Astor und seiner Frau zur Hochzeit und siedelte nach Hever Castle in Kent über. Als Wohnsitz von Nancy Astor war das Gebäude der Treffpunkt des Cliveden Set, einer Gruppe von konservativen deutschlandfreundlichen Politikern der 1920er und 1930er Jahre.
Während der 1960er Jahre war es Schauplatz für Schlüsselereignisse der Profumo-Affäre. Während der 1970er Jahre wurde es von der Stanford University in Kalifornien als Übersee-Campus genutzt. Heute gehört es dem National Trust und wird von diesem an ein 5-Sterne-Hotel vermietet, kann aber im Rahmen von Führungen besichtigt werden. Zum Landbesitz gehören auch die in der Themse gelegenen Inseln Bavin’s Gulls.
2019 wurde Cliveden von rund 525.000 Personen besucht. 2024 betrug die Besucherzahl etwa 519.000 Personen.